# Правило трёх красных линий
Правило трёх красных линий (кит. упр. 三条红线, пиньинь sāntiáo hóngxiàn, палл. саньтяо хунсянь) — набор критериев для оценки долговой нагрузки в строительной сфере, принятый совместно Народным банком и Министерством жилья и строительства Китая для уменьшения финансовых рисков от деятельности подотчётных коммерческих компаний. Критерии применяются к фирмам-застройщикам и девелоперам, осуществляющим деятельность на территории Китая. Степень соответствия критериям определяется государственными органами и служит основанием для установления ограничений на размер корпоративных заимствований.

## История
Замысел введения регулирования долговой нагрузки крупных должников в строительном и девелоперском секторах Китая появился в ответ на желание государственного аппарата иметь больше рычагов воздействия на стратегически важный сектор экономики, генерировавший по состоянию на 2020 год около 29 % ВВП Китая. При этом регуляторы стремились учесть опыт кризиса в Японии в 1990-х годах и не допустить рост объёмов кредитования сверх разумных пределов.
Проект введения критериев долговой нагрузки был впервые сообщён предпринимательскому сообществу в августе 2020 года, во время совещания государственных регулирующих органов с двенадцатью крупнейшими застройщиками Китая. На момент встречи все двенадцать приглашённых компаний в той или иной степени выходили за предписываемые критериями ограничения, и критерии были сообщены им в порядке информирования, чтобы дать время для подготовки к их официальному введению. Из примерно тридцати фирм-застройщиков, к которым планировалось применить критерии, более двух третей на момент совещания в августе 2020 критериям не соответствовали. Правила были фактически введены в действие в начале 2021 года.
По состоянию на середину 2021 года в результате мер по оздоровлению своих финансов, принятых компаниями-застройщиками, только две из двенадцати приглашённых в августе 2020 компаний продолжали нарушать объявленные критерии: Evergrande и Greenland, причём только Evergrande нарушала все три установленных критериями ограничения (красные линии) и находилась в состоянии кризиса ликвидности. В целом по индустрии по состоянию на середину 2021 года количество нарушителей, подпадавших под действие ограничений, снизилось до одной трети от общего числа фирм.

## Содержание критериев
Была установлена обязанность подотчётных компаний по ежегодной сдаче расширенной финансовой отчётности, описывающей состояние задолженности компании. Были установлены три финансовых ограничения («три красные линии») для состояния корпоративной задолженности:
- отношение общего объёма долговых обязательств (исключая полученные авансы) к активам — не более 70 %
- отношение общего объёма долговых обязательств к собственному капиталу компании — не более 100 %
- отношение денежных средств к объёму краткосрочной задолженности — не менее 1.

Пересечение компанией одной или нескольких «красных линий» влечёт установление для неё ограничений по привлечению заимствований на ближайший финансовый год:
- Зелёная зона — не нарушено ни одной «красной линии» — разрешается увеличить объём долговых обязательств не более чем на 15 % за год;
- Жёлтая зона — нарушена одна «красная линия» — разрешается увеличить объём долговых обязательств не более чем на 10 % за год;
- Оранжевая зона — нарушены две «красные линии» — разрешается увеличить объём долговых обязательств не более чем на 5 % за год;
- Красная зона — нарушены три «красные линии» — объём долговых обязательств увеличивать запрещено[1].

## Практическое применение
В 2021 году деловая пресса публиковала обзоры и составляла списки компаний-застройщиков, применяя критерии «красных линий» для ранжирования. Кризис ликвидности, начавшийся среди китайских застройщиков в августе 2021 года, показал, что с проблемами неплатежей столкнулись фирмы как из «красной», так и из «зелёной» части списка.